# Volta a Andalusia 2016
La Volta a Andalusia 2016 serà la 62a edició de la Volta a Andalusia. La cursa es disputarà entre el 17 i el 21 de febrer de 2016, amb un recorregut de 704,3 km repartits entre un cinc etapes, una d'elles contrarellotge individual. La cursa formarà part de l'UCI Europa Tour 2016, en la categoria 2.1.
Després que el 2015 Alejandro Valverde no disputés la cursa i aquesta fos guanyada per Chris Froome (Team Sky), en aquesta edició torna l'idil·li del murcià amb la Volta a Andalusia, amb la quarta victòria a la classificació final. Valverde arriba amb 22" perduts respecte al líder, Tejay van Garderen (BMC Racing Team), a la darrera etapa amb final a l'alt de Peñas Blancas d'Estepona. A manca de 7 km per l'arribada Valverde atacà i el líder no el va poder seguir. Els 48" obtinguts en l'arribada li van servir per guanyar per quarta vegada la general d'aquesta cursa. Van Garderen acabà en segona posició a la general i Bauke Mollema (Trek-Segafredo) fou tercer.
En les classificacions secundàries Damiano Caruso (BMC Racing Team) guanyà la muntanya, Ben Swift la classificació per punts, Jérôme Baugnies les metes volants i el BMC Racing Team fou el millor equip.

## Equips participants
En aquesta edició hi prengueren part 24 equips:
- 10 equips World Tour: BMC Racing Team, Dimension Data, Team Giant-Alpecin, IAM Cycling, Team LottoNL-Jumbo, Lotto Soudal, Movistar Team, Team Sky, Trek-Segafredo, Team Tinkoff
- 9 equips continentals professionals: Caja Rural-Seguros RGA, CCC Sprandi Polkowice, Cofidis, Direct Énergie, Gazprom-RusVelo, Roompot Oranje Peloton, Southeast-Venezuela, Topsport Vlaanderen-Baloise, Wanty-Groupe Gobert
- 5 equips continentals: Burgos BH, Euskadi Basque Country-Murias, Funvic Soul Cycles-Carrefour, Matrix Powertag, Stradalli-Bike Aid

## Etapes
| Etapa    | Data      | Ciutats d'etapa                             | type                      | Distància (km) | Vencedor de l'etapa         | Líder de la general         |
| -------- | --------- | ------------------------------------------- | ------------------------- | -------------- | --------------------------- | --------------------------- |
| 1a etapa | 17 de feb | Almonaster la Real – Sevilla                | etapa accidentada         | 165,2          | Daniele Bennati             | Daniele Bennati             |
| 2a etapa | 18 de feb | Palomares del Río – Còrdova                 | etapa accidentada         | 186,3          | Nacer Bouhanni              | Nacer Bouhanni              |
| 3a etapa | 19 de feb | Monachil – Padul                            | etapa accidentada         | 157,9          | Oscar Gatto                 | Ben Swift                   |
| 4a etapa | 20 de feb | Alhaurín de la Torre – Alhaurín de la Torre | contrarellotge individual | 21             | Tejay van Garderen          | Tejay van Garderen          |
| 5a etapa | 21 de feb | San Roque – Alto de Peñas Blancas           | etapa de muntanya         | 171            | Alejandro Valverde Belmonte | Alejandro Valverde Belmonte |

## Classificacions finals
|    | Ciclista                 | Equip              | Temps       |
| -- | ------------------------ | ------------------ | ----------- |
| 1  | Alejandro Valverde (ESP) | Movistar Team      | 17h 21' 10" |
| 2  | Tejay van Garderen (USA) | BMC Racing Team    | + 26"       |
| 3  | Bauke Mollema (NED)      | Trek-Segafredo     | + 52"       |
| 4  | Wilco Kelderman (NED)    | Team LottoNL-Jumbo | + 56"       |
| 5  | Rafał Majka (POL)        | Team Tinkoff       | + 1' 11"    |
| 6  | Roman Kreuziger (CZE)    | Team Tinkoff       | + 1' 37"    |
| 7  | Wout Poels (NED)         | Team Sky           | + 1' 42"    |
| 8  | Brent Bookwalter (USA)   | BMC Racing Team    | + 2' 03"    |
| 9  | Daniel Navarro (ESP)     | Cofidis            | + 2' 14"    |
| 10 | Mikel Nieve (ESP)        | Team Sky           | + 2' 45"    |

## Evolució de les classificacions
| Etapa | Vencedor           | Classificació general | Classificació de la muntanya | Classificació dels esprints | Classificació per punts | Classificació per equips |
| ----- | ------------------ | --------------------- | ---------------------------- | --------------------------- | ----------------------- | ------------------------ |
| 1     | Daniele Bennati    | Daniele Bennati       | Imanol Estévez               | Jérôme Baugnies             | Daniele Bennati         | Cofidis                  |
| 2     | Nacer Bouhanni     | Nacer Bouhanni        | Imanol Estévez               | Jérôme Baugnies             | Nacer Bouhanni          | Cofidis                  |
| 3     | Oscar Gatto        | Ben Swift             | Damiano Caruso               | Jérôme Baugnies             | Ben Swift               | Team Tinkoff             |
| 4     | Tejay van Garderen | Tejay van Garderen    | Damiano Caruso               | Jérôme Baugnies             | Ben Swift               | BMC Racing Team          |
| 5     | Alejandro Valverde | Alejandro Valverde    | Damiano Caruso               | Jérôme Baugnies             | Ben Swift               | BMC Racing Team          |
| Final | Final              | Alejandro Valverde    | Damiano Caruso               | Jérôme Baugnies             | Ben Swift               | BMC Racing Team          |